# Benzildimethylketal
Benzildimethylketal (DMPA, 2,2-Dimethoxy-2-phenylacetophenon) ist eine chemische Verbindung aus der Gruppe der Ketale.

## Gewinnung und Darstellung
Benzildimethylketal kann durch Reaktion ausgehend von Benzil mit Methanol gewonnen werden.

## Eigenschaften
Benzildimethylketal ist ein weißer geruchloser Feststoff.

## Verwendung
Benzildimethylketal wird als Fotoinitiator (z. B. für 4-Octyloxydiphenyliodoniumhexafluoroantimonat(V)) und Härter für Lacke und photochemischen Polymerisation bei Polyestern verwendet.